# Ralf Reichenbach
Ralf Reichenbach (ur. 31 lipca 1950 w Wiesbaden, zm. 12 lutego 1998 w Berlinie) – zachodnioniemiecki lekkoatleta, który specjalizował się w pchnięciu kulą.
W 1971 roku zajął szóste miejsce w halowym czempionacie Starego Kontynentu oraz był jedenasty na mistrzostwach Europy. Podczas swojego olimpijskiego debiutu – w 1972 w Monachium – zajął trzynaste miejsce w finale. Największy sukces osiągnął na mistrzostwach Europy w Rzymie (1974) gdy zajął drugie miejsce. Na igrzyskach olimpijskich w 1976 roku odpadł w eliminacjach. W 1977 roku był szósty na halowych mistrzostwach Europy, a w kolejnym sezonie nie awansował do finału podczas rozegranych w Pradze mistrzostw Europy. Wielokrotnie reprezentował Niemcy w pucharze Europy oraz meczach międzypaństwowych.
Wielokrotny mistrz kraju, w latach 1973–1980 sześć razy poprawiał rekord Niemiec w pchnięciu kulą (od wyniku 20,51 do 21,51). Rekord życiowy – 21,51 (8 sierpnia 1980, Berlin).

## Osiągnięcia
| Rok  | Impreza                   | Miejsce       | Pozycja           | Wynik |
| ---- | ------------------------- | ------------- | ----------------- | ----- |
| 1971 | Halowe mistrzostwa Europy | Sofia         | 6. miejsce        | 18,65 |
| 1971 | Mistrzostwa Europy        | Helsinki      | 11. miejsce       | 18,74 |
| 1972 | Igrzyska olimpijskie      | Monachium     | 13. miejsce       | 19,48 |
| 1973 | Półfinał pucharu Europy   | Celje         | 1. miejsce        | 20,18 |
| 1974 | Mistrzostwa Europy        | Rzym          | 2. miejsce        | 20,38 |
| 1975 | Półfinał pucharu Europy   | Turyn         | 1. miejsce        | 20,59 |
| 1975 | Finał pucharu Europy      | Nicea         | 5. miejsce        | 19,03 |
| 1976 | Igrzyska olimpijskie      | Montreal      | el. – 13. miejsce | 19,31 |
| 1977 | Halowe mistrzostwa Europy | San Sebastián | 6. miejsce        | 19,43 |
| 1977 | Półfinał pucharu Europy   | Warszawa      | 2. miejsce        | 19,57 |
| 1977 | Finał pucharu Europy      | Helsinki      | 3. miejsce        | 20,42 |
| 1978 | Mistrzostwa Europy        | Praga         | el. – 11. miejsce | 19,09 |
| 1979 | Półfinał pucharu Europy   | Lüdenscheid   | 2. miejsce        | 19,38 |
| 1979 | Finał pucharu Europy      | Turyn         | 2. miejsce        | 20,27 |
| 1981 | Finał pucharu Europy      | Zagrzeb       | 3. miejsce        | 19,70 |